# Grand Prix San Marina 2003

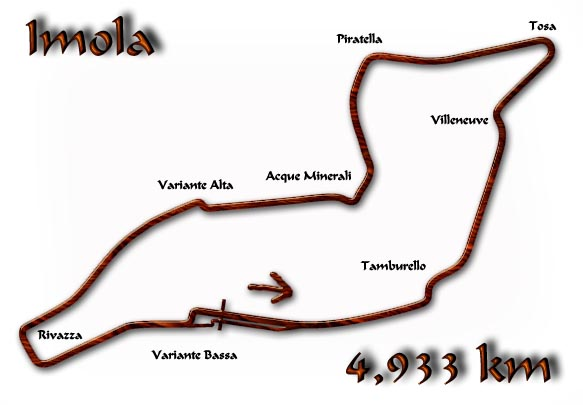
Mapka okruhu

Grand Prix San Marina XXIII Warsteiner Gran Premio di San Marino
- 20. duben 2003
- Okruh Imola
- 62 kol x 4,933 km = 305,609 km
- 701. Grand Prix
- 65. vítězství Michaela Schumachera
- 160. vítězství pro Ferrari

## Výsledky
| Pozice | Jezdec                | Vůz              | Čas             |
| ------ | --------------------- | ---------------- | --------------- |
| 1      | Michael Schumacher    | Ferrari F2002    | 1:28'12.058     |
| 2      | Kimi Räikkönen        | McLaren MP 4/17D | á 0:01:882      |
| 3      | Rubens Barrichello    | Ferrari F2002    | á 0:02:291      |
| 4      | Ralf Schumacher       | Williams FW25    | á 0:08:803      |
| 5      | David Coulthard       | McLaren MP 4/17D | á 0:09:411      |
| 6      | Fernando Alonso       | Renault R 23     | á 0:43:609      |
| 7      | Juan Pablo Montoya    | Williams FW25    | á 0:45:271      |
| 8      | Jenson Button         | BAR 005          | á 1 kolo        |
| 9      | Olivier Panis         | Toyota TF 103    | á 1 kolo        |
| 10     | Nick Heidfeld         | Sauber C 22      | á 1 kolo        |
| 11     | Heinz-Harald Frentzen | Sauber C 22      | á 1 kolo        |
| 12     | Cristiano da Matta    | Toyota TF 103    | á 1 kolo        |
| 13     | Jarno Trulli          | Renault R 23     | á 1 kolo        |
| 14     | Antonio Pizzonia      | Jaguar R4        | á 2 kola        |
| 15     | Giancarlo Fisichella  | Jordan EJ 13     | á 5 kol         |
| Kolo   | Odstoupili            | -                | -               |
| 54     | Mark Webber           | Jaguar R4        | Mechanika       |
| 51     | Ralph Firman          | Jordan EJ 13     | Motor           |
| 38     | Jos Verstappen        | Minardi PS 03    | Mechanika       |
| 23     | Justin Wilson         | Minardi PS 04 B  | Palivový systém |
| 19     | Jacques Villeneuve    | BAR 005          | Hydraulika      |

### Nejrychlejší kolo
- Michael SCHUMACHER  Ferrari 1'22,491 – 215.282 km/h

### Vedení v závodě
- 1-15 kolo Ralf Schumacher
- 16-18 kolo Michael Schumacher
- 19-22 kolo Kimi Räikkönen
- 23-49 kolo Michael Schumacher
- 50 kolo Rubens Barrichello
- 51-62 kolo Michael Schumacher

### Postavení na startu
- Modře – startoval z boxu

| 1. řada  | 1                    | 2                     |
|          | Michael Schumacher   | Ralf Schumacher       |
|          | Ferrari              | Williams              |
|          | 1'22.327             | 1'22.341              |
| 2. řada  | 3                    | 4                     |
|          | Rubens Barrichello   | Juan Pablo Montoya    |
|          | Ferrari              | Williams              |
|          | 1'22.557             | 1'22.789              |
| 3. řada  | 5                    | 6                     |
|          | Mark Webber          | Kimi Räikkönen        |
|          | Jaguar               | McLaren               |
|          | 1'23.015             | 1'23.169              |
| 4. řada  | 7                    | 8                     |
|          | Jacques Villeneuve   | Fernando Alonso       |
|          | BAR                  | Renault               |
|          | 1'23.160             | 1'23.169              |
| 5. řada  | 9                    | 10                    |
|          | Jenson Button        | Olivier Panis         |
|          | BAR                  | Toyota                |
|          | 1'23.381             | 1'23.460              |
| 6. řada  | 11                   | 12                    |
|          | Nick Heidfeld        | David Coulthard       |
|          | Sauber               | McLaren               |
|          | 1'23.700             | 1'23.818              |
| 7. řada  | 13                   | 14                    |
|          | Cristiano da Matta   | Heinz-Harald Frentzen |
|          | Toyota               | Sauber                |
|          | 1'23.838             | 1'23.932              |
| 8. řada  | 15                   | 16                    |
|          | Antônio Pizzonia     | Jarno Trulli          |
|          | Jaguar               | Renault               |
|          | 1'24.147             | 1'24.190              |
| 9. řada  | 17                   | 18                    |
|          | Giancarlo Fisichella | Justin Wilson         |
|          | Jordan               | Minardi               |
|          | 1'24.317             | 1'25.826              |
| 10. řada | 19                   | 20                    |
|          | Ralph Firman         | Jos Verstappen        |
|          | Jordan               | Minardi               |
|          | 1'26.357             | 2'01.007              |
| -------- | -------------------- | --------------------- |